# La Machine de Marly (La Seine à Bougival)
La Machine de Marly (La Seine à Bougival) est une peinture à l'huile sur toile (62,5 × 76 cm) du peintre italien Giovanni Boldini. Elle est conservée au musée Giovanni-Boldini à Ferrare à la suite de son achat en 1979.

## Histoire
Peu après son arrivée à Paris en 1871, Boldini se lance dans la peinture de paysage, en parallèle des scènes de genre destinées au marché, avec l'intention de restituer les conditions atmosphériques et de lumière que restitue le « plein air », très certainement à la suite de la découverte des travaux des peintres français et de l'intérêt manifesté par certains de ses amis italiens comme Telemaco Signorini et Serafino De Tivoli, qui se sont rendus à Paris pour parfaire leurs connaissances en ce domaine. Cette œuvre est l'une des rares qui nous soit parvenue parmi celles réalisées par Boldini à cette période.
Le tableau a longtemps été inscrit dans les catalogues sous le titre La Seine à Bougival car il a été confondu avec un autre paysage ayant appartenu à Jean-Baptiste Faure et mentionné par le critique Diego Martelli à l'occasion de la vente aux enchères du célèbre baryton collecte en 1878.

## Description
Longtemps intitulée La Seine à Bougival, ce tableau représente la machine de Marly installée dans le village de Marly-le-Roi, reconnaissable à l'édifice en briques blanches et roses qui apparait à l'arrière-plan et qui abritait un système complexe de pompe hydraulique servant à alimenter les fontaines du jardin de Versailles, situé à proximité, avec l'eau de la Seine.

## Analyse
Boldini adopte un point de vue analogue à celui que retinrent des artistes français comme Alfred Sisley, témoignant de son attention accordée à la peinture des impressionnistes et à leur méthode de travail. La Machine de Marly  inachevée de Boldini révèle une parenté étroite avec la vue du même nom créée par Sisley en 1873 et probablement exposée à la première exposition impressionniste l'année suivante, occasion à laquelle elle aurait pu être remarquée par l'artiste ferrarais. Les deux tableaux représentent le même bâtiment en briques rouges et blanches. La « machine » de Marly est prise sous des angles et des distances différents, mais il y a beaucoup de points communs entre les deux paysages : « notamment le talus herbeux qui coupe en diagonale le premier étage et l'exclusion de la structure secondaire, à gauche de la brique, ce qui, vu la largeur du cadre, il aurait été logique de voir,.
L'œuvre est demeurée inachevée, rendant compte de l'extrême habileté et de la manière de peindre de Boldini. L'édifice visible à l'arrière-plan et la barque placée au centre de la composition sont représentés d'une touche ne trahissant pas la moindre hésitation, à grand renfort de détails. Tout autour, en revanche, de larges parties de la toile sont laissées à découvert, ce qui permet de distinguer les traits de crayon ayant servi à définir la composition.